# زوزانا پراموکووا
زوزانا پراموکووا (انگلیسی: Zuzana Pramuková؛ زادهٔ ۱۱ سپتامبر ۱۹۸۱) بازیکن فوتبال اهل اسلواکی است.
از باشگاه‌هایی که در آن بازی کرده‌است می‌توان به باشگاه فوتبال اسلوان براتیسلاوا اشاره کرد.
وی همچنین در تیم ملی فوتبال Slovakia بازی کرده‌است.